# Стадниченко Юрій Іванович
Ю́рій Іва́нович Стадниче́нко — (15 травня 1929, Харків — 28 серпня 2009, Харків) — український поет, перекладач, публіцист.

## Біографія
Народився в учительській сім'ї. 1949 закінчив середню школу і вступив до Харківського гірничого інституту, який закінчив 1954.
Понад 20 років працював інженером-конструктором, згодом — завідувачем конструкторського відділу у Всесоюзному науково-дослідному інституті організації та механізації шахтного будівництва (Харків).
Від 1974 — заступник головного редактора журналу «Прапор», від 1990 по 1999 — головний редактор журналу «Березіль» (колишній «Прапор»).
Був членом КПРС.

## Творчість
Від 1953 систематично друкує поезії в періодиці, а також прозові та поетичні переклади з польської мови.
Автор збірок
- «Стежками юності» (1957),
- «Моє неспокійне серце» (1961),
- «В океані нескінченності» (1965),
- «Смішинки з перцем» (1970),
- «Охоронці вогню» (1973),
- «Надія і вірність» (1977),
- «Зоряний прибій» (1980),
- «Підкова і якір» (1982),
- «Дорога крізь довге літо» (1983),
- «Не все минуло» (1989),
- «Сонце над обрієм» (1999).

Поезії перекладалися польською, російською, угорською та іншими мовами.
Виступає також у жанрі художнього перекладу. За перекладацьку і громадську діяльність удостоєний звання заслуженого діяча культури Республіки Польщі.
Член Національної спілки письменників України від 1962.

## Переклади
- Сат-Ок. Білий мустанг. Київ, 1980
- Сат-Ок . Таємниця Солоних скель.

та інші.

## Нагороди, премії
- Нагороджено медалями, Грамотою Президії Верховної Ради України.
- Лауреат літературної премії імені Василя Мисика (1995) — за активну участь у духовному відродженні рідної культури.